# Twice4
Twice4 è il quarto album di raccolta del girl group sudcoreano Twice, pubblicato il 16 marzo 2022.

## Tracce
1. I Can't Stop Me (Japanese ver.) – 3:30
2. Cry For Me (Japanese ver.) – 3:28
3. Alcohol-Free (Japanese ver.) – 3:34
4. Scientist (Japanese ver.) – 3:17
5. I Can't Stop Me – 3:30
6. Cry For Me – 3:28
7. Alcohol-Free – 3:34
8. Scientist – 3:15

## Classifiche

### Classifiche settimanali
| Classifica (2022) | Posizione massima |
| ----------------- | ----------------- |
| Giappone          | 1                 |

### Classifiche di fine anno
| Classifica (2022) | Posizione |
| ----------------- | --------- |
| Giappone          | 46        |